# Неляты
Неля́ты — село в Каларском районе Забайкальского края России.

## География
Расположено в 250 км к западу от районного центра, села Чара, в 30 км от железнодорожной станции Куанда, на правом берегу реки Витим. Название села в переводе c эвенкийского означает широкое открытое место.

## История
Основано в 1928 году по инициативе комсомольца Николая Заравняева. Организована эвенкийская национальная школа. В 1929 году были построены 2 магазина, заезжий дом для охотников-эвенков и больница; были организованы колхозы «Красный маяк» и «Новый путь». В 1937 году открылась семилетняя школа и интернат для детей охотников и оленеводов.
На протяжении нескольких десятилетий Неляты были своеобразными воротами в район, так как все грузы из Читы в Чару доставлялись через село Романовка (Бурятия): водным путём — до Нелят, на оленях — до райцентра Чары.
В 1938—1941 годах в селе базировалась Витимская экспедиция «БАМпроект». Связь работников с большой землёй осуществлялась гидросамолётами. 30 августа 1940 года вышел первый номер районной газеты «Северная правда», редакция которой располагалась в селе.
В селе работает библиотека.
В 2006—2020 гг. село входило в сельское поселение «Куандинское».

## Население
| 1989 | 2010 | 2021 |
| ---- | ---- | ---- |
| 329  | ↘74  | ↘46  |